# 克羅克 (密蘇里州)
克羅克（英語：Crocker）是位於美國密蘇里州普瓦斯基縣的城市。

## 人口
根據2020年美國人口普查的數據，克羅克的面積為3.22平方千米，皆為陸地。當地共有人口929人，而人口密度為每平方千米289人。